# Joder (Nebraska)
Joder es un área no incorporada en el condado de Sioux de Nebraska, en Estados Unidos. Se encuentra cerca del límite con Dakota del Sur. 
Joder está asentada a lo largo de una vía de ferrocarril de la Burlington Northern Santa Fe. El código FIPS del área es 24635.

## Geografía
- Altitud: 1134 metros.
- Latitud: 42° 51' 29" N
- Longitud: 103° 33' 03" O

## Historia
Joder fue llamado anteriormente Adelia. Una oficina postal fue establecida en Adelia en 1891, hasta que fue descontinuada en 1910.